# Сескс, Улдис
Улдис Сескс (родился в Лиепае 18 апреля 1962 года) является бывшим председателем Лиепайского городского совета, представляет партию Лиепайская партия. Ранее бизнесмен и гонщик, заместитель председателя Лиепайской особой экономической зоны и председатель правления Лиепайской партии.

## Биография
Родился в семье организатора ралли и автоспорта Мартиньша Сескса. Учился в 6-й средней школе Лиепаи имени Яниса Райниса, учился на факультете механизации Латвийской сельскохозяйственной академии. В 1980-х был активным раллистом. В начале 1990-х годов он основал частную компанию "Autocentrs", которая позже была переименована в "SD Autocentrs" и стала дилером Volkswagen в Лиепае . 
В 1997 году впервые был избран председателем Лиепайской городской думы, затем несколько раз (2001, 2005, 2009, 2014 и 2017 годы) был переизбран. После выборов самоуправлений 2017 года число голосов, полученным Сесксом, представляющим Лиепайскую партию, и Янисом Вильнитисом, представляющим "LRA/biedrība “Liepājniekiem", которые не хотели сотрудничать с партией Согласия, не оставили иного выбора, кроме как сформировать двухпартийную коалицию, заключив соглашение, что Сескс будет вновь назначен мэром, но осенью, после выборов в Сейм, его сменит представитель Ассоциации регионов Вильнитис. Ротация председателей думы состоялась 22 ноября 2018 года. 

## Личная жизнь
Он женат, у него трое детей - Байба, Анете и Мартиньш Никийс, который также является пилотом ралли. 

## Внешние ссылки
- На Викискладе есть медиафайлы по теме Сескс, Улдис